# 테드 렙시오
새디어스 스탠리 "테드" 렙시오(영어: Thaddeus Stanley "Ted" Lepcio, 1929년 7월 28일~2019년 12월 11일)는 미국의 프로 야구 선수로, 포지션은 전천후 내야수였다. 1952년부터 1961년까지 메이저 리그 베이스볼(MLB)의 보스턴 레드삭스, 디트로이트 타이거스, 필라델피아 필리스, 시카고 화이트삭스, 미네소타 트윈스 등지에서 뛰었다.